# 米基爾 (足球運動員)
米基爾·塞韋路·伯基特（Mikael Severo Burkatt，1993年4月6日—），生於巴西圣利奥波尔杜，巴西足球運動員，司職攻擊中場，現時效力香港超級聯賽球會理文。

## 球會生涯
米基爾於2014年開始展開球員生涯，先後效力過多支巴西州聯賽球隊，但效力每支球隊不足一年。2019年經過當時效力香港球會佳聯元朗的基爾頓介紹引薦帶來香港，由於基爾頓於2019年暑假轉會至傑志，因此米基爾的加盟正好頂替基爾頓位置，米基爾在效力元朗期間上陣18場攻入9球，可是由於因應2019冠狀病毒病疫情本地足球賽事於2020年3月23日而暫停，元朗最終退下餘下賽事並降班到甲組聯賽。
2020年6月3日，愉園體育會宣佈簽入米基爾。米基爾在2020-21年賽季上陣20場攻入7球。米基爾效力愉園期間與球會因欠薪問題告上國際足協追討12萬港元，米基爾於2021年7月離隊後加盟東方龍獅。2022年7月，米基爾轉會至傑志 。
2022/23球季，米基爾因其出色表現入選該季香港足球明星選舉最佳十一人。
2024/25球季，米基爾在阿聯酋落班。
2025年7月11日，米基爾回流香港加盟港超球會理文。

## 榮譽
傑志
- 香港高級組銀牌冠軍（2022–23季度）
- 香港足總盃冠軍（2022–23季度）
- 香港超級聯賽冠軍（2022–23季度）

個人
- 香港足球明星選舉 明星十一人（2022–23、2023–24季度）

## 外部鏈接
- Soccerway資料庫：米基爾
- 香港足球總會網頁球員註冊資料 （页面存档备份，存于）
- 米基爾 （页面存档备份，存于） - transfermarkt